# Olmeca (botanica)
Olmeca Soderstr., 1982 è un genere  di bambù, che crescono nelle foreste tropicali del Messico e dell'Honduras.

## Descrizione
La peculiarità del genere è di presentare frutti carnosi, più precisamente bacche, caratteristica insolita tra i bambù leptomorfi.

## Tassonomia
Il genere comprende le seguenti specie:
- Olmeca clarkiae (Davidse & R.W.Pohl) Ruiz-Sanchez, Sosa & Mejía-Saulés
- Olmeca fulgor (Soderstr.) Ruiz-Sanchez, Sosa & Mejía-Saulés
- Olmeca recta Soderstr.
- Olmeca reflexa Soderstr.
- Olmeca zapotecorum Ruiz-Sanchez, Sosa & Mejía-Saulés